# American Shoeshine
American Shoeshine ist ein US-amerikanischer Dokumentar-Kurzfilm von Sparky Greene aus dem Jahr 1976. Der Film wurde für die Oscarverleihung 1977 als bester Dokumentar-Kurzfilm für einen Oscar nominiert.

## Inhalt
Sparky Greene befasst sich mit dem Schuhputzergewerbe vor allem in Chicago. Er zeigt eine kurze Geschichte des Gewerbes, das ursprünglich von Immigranten geprägt war, zum Zeitpunkt des Drehens aber vor allem in Händen von Afroamerikanern lag. Es wird einerseits gezeigt, wie Schuhputzer die Tätigkeit fast musikalisch ausübten, aber auch die wirtschaftlichen Zwänge, die zur Wahl diesen Berufes führten.

## Rezeption
Laut Ben Sachs im Chicago Reader ist der Film ein Ponorama des Schuhputzgewerbes mit zahlreichen Interviews von Schuhputzern und verwendetem Archivmaterial. Der Schnitt des Films sei intelligent, indem er Gegenüberstellungen wie die von heutigem Gewerbe und der Vorgeschichte erlaube. Auch der Schnitt von modernen Schuhputzern auf schwarze Baumwollpflücker zeige die Auswirkung der Great Migration.

## Auszeichnung
- Oscars 1977: Nominierung für den Oscar als bester Dokumentar-Kurzfilm. Der Oscar ging an Lynne Littman für Number Our Days.[2]